# البطولة الوطنية التونسية 1981–82
الدوري التونسي لكرة القدم 1981-1982 هو الموسم رقم 27 من الرابطة التونسية المحترفة الأولى لكرة القدم. أفضل 14 ناديا تونسيا يلعبون فيما بينهم ذهابا وإيابا.

فاز بهذا الموسم الترجي الرياضي التونسي، وجاء ثانيا النادي الأفريقي وثالثا النجم الرياضي الساحلي.

## الأندية المشاركة
- نادي سكك الحديد الصفاقسي
- جمعية مقرين الرياضية
- النادي الأفريقي
- الأمل الرياضي لتونس
- لترجي الرياضي التونسي
- نادي حمام الأنف الرياضي
- النجم الرياضي الساحلي
- الملعب التونسي
- المستقبل الرياضي للمرسى
- مكارم المهدية
- شبيبة القيروان
- النادي الرياضي الصفاقسي
- نادي محيط قرقنة
- الاتحاد الرياضي المنستيري